# Katar

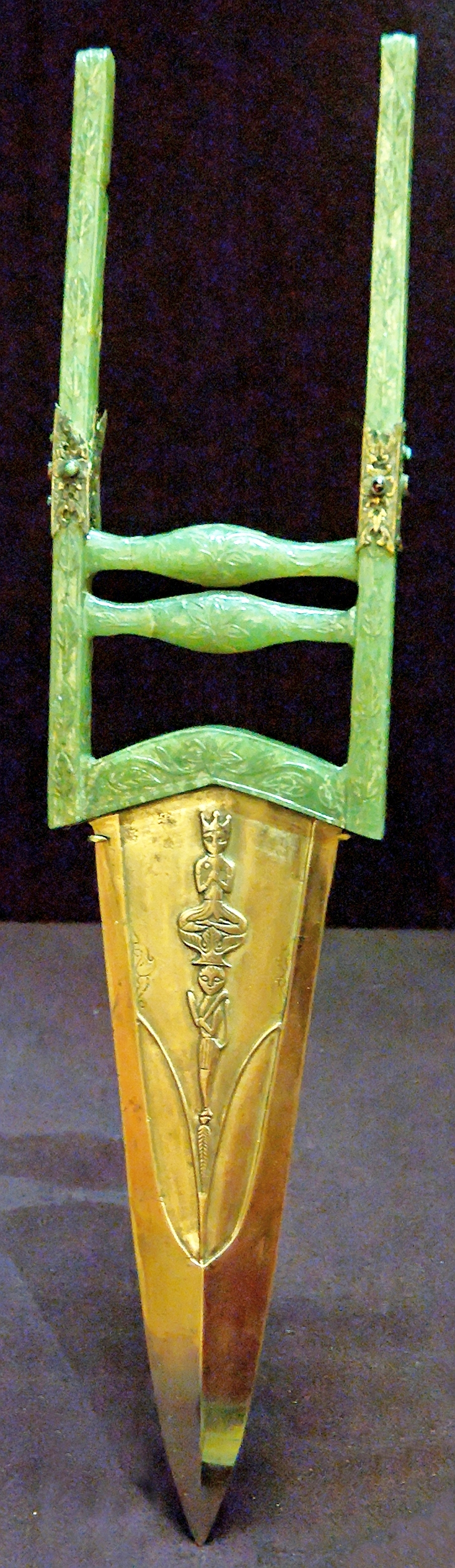
Antiga Katar Indiana do Século XVII.

Katar é uma arma de origem indiana. É uma adaga composta de lâminas e um bracelete, para que possa formar uma extensão do braço. Era muito usado pelos mercenários da Antiguidade para executar suas vítimas com muita velocidade, precisão e silêncio. São perfeitas para perfurar armaduras. Eram armas utilizadas para cortar carne e matar bois.

## Histórias em Quadrinhos/Banda Desenhada
- Gavião Negro: O 1º Gavião Negro, Carter Hall, possuía um grande conhecimento de armas antigas e um arsenal composto por várias peças deste tipo. Entre elas, o katar. O 3º Gavião Negro, Katar Hol (pós-Crise Nas Infinitas Terras) aprendeu a usar vários armamentos terrestres. Interessou-se pelo katar por causa da coincidência de seus nomes, e integrou a arma a seu arsenal.